# بيل كراوتش
بيل كراوتش (بالإنجليزية: Bill Crouch)‏ هو لاعب كرة قاعدة أمريكي، ولد في 3 ديسمبر 1886، وتوفي في 22 ديسمبر 1945 في هايلاند بارك في الولايات المتحدة.